# Juliette Ténine
Juliette Ténine est une militante communiste française, volontaire des Brigades internationales pendant la guerre d'Espagne en 1937 et 1938 et résistante des Francs-tireurs partisans. Elle naît le 10 mai 1910 dans le 12e arrondissement de Paris et meurt le 11 décembre 2003 à Nanterre.

## Biographie
Juliette est la fille de juifs russes installés en France en 1909. Elle adhère l’Union fédérale des étudiants puis au Parti communiste pendant ses études de chirurgien-dentiste, et installe son cabinet dans le XIIIe arrondissement de Paris.
En 1931, elle épouse le secrétaire de l'Union fédérale des étudiants, Aimé Albert, médecin à Ivry-sur-Seine. Une fille leur naît en 1932, mais le couple se sépare avant 1937.
Elle s’engage dans les Brigades internationales en 1937, au service de santé de la XIVe brigade. Après une hospitalisation pendant l'été 1937 — elle a contracté une typhoïde — elle est réaffectée à la XIe brigade, où elle exerce une fonction d'aide-chirurgien dans des hôpitaux mobile d'urgence, au front. En juin 1938 elle rentre en France et reprend son activité professionnelle. En 1941 elle et son compagnon Titus Stapler recueillent la fille âgée de 18 mois d'une camarade de combat espagnole décédée.
Proche du leader syndical et communiste Jean Jérôme, elle entre dans la Résistance en 1940 sous le pseudonyme de Claude. Arrêtée en février 1942 au lendemain de l'exécution de son frère, elle est incarcérée à la prison de La Roquette avant de parvenir à s'évader en juillet au cours d'un séjour à l'hôpital Rothschild. Elle entre alors dans la clandestinité, s'abritant notamment chez son amie Germaine Tillion qui a participé à son évasion. 
À partir de 1943 elle joue le rôle d'agent de liaison, au cœur du réseau de renseignement des Francs-tireurs partisans : elle retranscrit, encode et transmet messages et cartes à plusieurs dirigeants communistes : Gaston Plissonnier, Laurent Casanova, son ex-mari Aimé Albert, dit Descartes en Résistance, etc.
A la Libération, elle renonce à une carrière politique au sein du Parti communiste et reprend son métier de chirurgien dentiste à la polyclinique du syndicat des Métaux CGT puis, jusqu’à sa retraite, au dispensaire de Nanterre. Elle quitte le PCF en 1956.
Elle meurt le 10 décembre 2003 à Nanterre, où elle est inhumée.

## Famille
Juliette est la sœur de Maurice Ténine, médecin à Antony (« docteur des pauvres »), conseiller municipal communiste à Fresnes, otage fusillé par les Allemands au camp de Choisel, avec Guy Môquet.

## Distinction
- Médaille de la Résistance française (décret du 5 juin 1945)[2].

## Hommage
- L'Album de Juliette, un court documentaire (38 min) réalisé par Odette Martinez-Maler et Jean-Claude Mouton en 2002, dresse le portrait de Juliette Ténine à partir de son témoignage et de ses albums de photographies.